# Gyda
Gyda ist ein weiblicher Vorname. Er ist eine dänische Form des altnordischen Namens Gytha. Dieser bedeutet gut und schön.

## Verbreitung
Der Name ist in Deutschland mäßig beliebt und wird mindestens seit 2014 bei der Namenswahl berücksichtigt. In den letzten 10 Jahren wurde er rund 200 Mal vergeben. In der Schweiz tragen vier Personen den Namen (Stand 2023). In den nordischen Ländern Dänemark und Schweden kommt der Name selten vor. In Norwegen ist er hingegen mäßig beliebt. Von 1945 bis 2023 wurden circa 320 Mädchen so genannt. Die Vergabe ist auch in Schottland, Kanada und den USA nachgewiesen.

## Namensträgerinnen
- Gyda Eiriksdottir, Tochter des Kleinkönigs Erich in Hardanger
- Gyda Christensen (1872–1964), norwegische Ballettpionierin und Intendantin
- Gyda Enger (* 1993), norwegische Skispringerin
- Gyda Westvold Hansen (* 2002), norwegische Nordische Kombiniererin